# Candona distincta
Candona distincta är en kräftdjursart som beskrevs av N. C. Furtos 1933. Candona distincta ingår i släktet Candona och familjen Candonidae. Inga underarter finns listade.